# Религия в Финляндии
Религия в Финляндии (фин. Uskonto Suomessa) — совокупность религиозных убеждений, свобода на исповедание которых закреплена для граждан Финляндии в Конституции страны.

## Христианство в Финляндии
До конца XIX века граждане Финляндии имели право в рамках христианства принадлежать или к лютеранству, или к православию. Закон 1889 года разрешил финнам исповедовать другую форму христианства (в рамках протестантизма).
В 1923 году было официально разрешено свободно учреждать различные религиозные общины, или же вовсе жить вне всякой из них.
В настоящее время помимо лютеранской и православной общин одной из крупных структур в стране являются Пятидесятническая Церковь Финляндии (более 50 тыс. человек, входит в Ассамблеи Бога), Свидетели Иеговы (около 30 тыс.). Есть общины баптистов, методистов и адвентистов.
Принятое решением о сокращении с 2012 года числа часов преподавания религиозных дисциплин, возможно негативно скажется на религиозном обучении православного меньшинства.

### Лютеранство
Евангелическо-лютеранская церковь Финляндии является государственной церковью и финансируется за счёт государственного бюджета. Лютеранство исповедует 66,6 % (2021) населения страны.
Лютеранская церковь ведёт миссионерскую деятельность в некоторых странах Азии и Африки.

### Православие
Православие является в стране второй государственной религией, а структура Финляндской архиепископии Константинопольского патриархата существует за счёт средств государственного бюджета. Иные православные общины, зарегистрированные в стране, не получают государственных дотаций и ведут свою деятельность на основе самофинансирования.

## Ислам
Последователи ислама появились в стране в XIX веке в числе военнослужащих русской армии. Официально исламская община в Финляндии существует с 1925 года. С притоком беженцев из мусульманских стран число приверженцев значительно выросло и продолжает расти. На конец 2015 года численность мусульман в Финляндии составила более 70 тысяч человек, что вывело мусульманскую общину на второе место по числу последователей после евангелическо-лютеранской церкви и превысило число православных.

## Иудаизм
Последователи иудаизма появились в Финляндии лишь в середине XIX века и были представлены купцами и военными русской армии. Численность приверженцев не превышала 1 тыс. человек. Построены синагоги в Хельсинки и Турку. Так же, до 1939 года была синагога в Выборге и до 1981 года в Тампере. В Хельсинки и Турку действуют еврейские кладбища. Еврейская община в Хельсинки содержит кошерный магазин, дом престарелых, детский сад, среднюю школу.

## Статистика
Согласно опросу, проведенному в 1999 году, более 50 % респондентов заявили, что считают себя верующими в христианского Бога (в начале 1990-х таковых было лишь 30%), а около 25% населения верила в Бога, но не так как тому учила официальная церковь; 17% не высказало никаких предпочтений к той или иной церковной деноминации, но были уверены в существовании Бога. И лишь 6% (в три раза меньше, чем в 2010 году) признали себя атеистами.
К пятидесятникам принадлежат около 0,7 % населения (более 50 тыс. человек), последователей свидетели Иеговы — 0,25 %.
По некоторым оценкам, при сохраняющейся тенденции, к 2050 году Финляндия станет страной, где верующие будут в абсолютном меньшинстве. Так за первую половину 2012 года от членства в лютеранской и православной церквах через сайт Eroakirkosta.fi отреклись более 20 тысяч человек, а операторы сайта прогнозируют, что количество покидающих церковь удвоится к концу года.